# Andréi Melnichenko
Andréi Nikoláyevich Melnichenko (en ruso: Андрей Николаевич Мельниченко; 31 de octubre de 1904, Kazimirovka—22 de enero de 1998, ¿?) fue un biólogo y catedrático ruso. Especialista apicultor, doctor en Ciencias Biológicas, director del Instituto Pedagógico Kuibyshev en el periodo 1944-1946, y rector de la Universidad Estatal de Gorki en el periodo 1946-1952.

## Biografía
Nació en la aldea de Kazimirovka (ahora, distrito de Loevsky). En 1929 se graduó en el Departamento de Biología y Química de la Universidad Estatal de Smolensk, después de lo cual trabajó como asistente de laboratorio y director de la Bioestación Smolensk. Fue estudiante de posgrado de la Universidad Estatal de Smolensk en el periodo 1930-1932, profesor asociado y Jefe del Departamento de Zoología y Biología en 1933-1937, Director Adjunto de Trabajo Científico y Educativo en 1937-1943. Al final de la Primera Guerra Mundial y durante la posguerra ocupó el cargo de director del Instituto Pedagógico Kuibyshev.
Fue Jefe del Departamento de Darwinismo y Genética (1946-1983) y al mismo tiempo rector (1946-1952) de la Universidad Estatal de Gorki. Durante algún tiempo allí también trabajó como jefe del departamento de zoología[cita requerida]. Fue jefe del Departamento de Darwinismo y Genética desde 1952 hasta 1983.
Estudió los temas de ecología de insectos útiles y dañinos en el sistema de plantaciones de protección forestal, así como el estudio expedicionario-estacionario de razas y poblaciones locales de abejas melíferas en las regiones montañosas del Cáucaso, Cárpatos, Urales y llanuras del país; realizó búsquedas de métodos efectivos de extracción masiva y procesamiento primario del veneno de abeja como medicamento y estimulante.
Publicó cerca de 250 trabajos científicos (incluso en el extranjero), entre ellos 4 monografías.
Fue galardonado con la Orden de Lenin (1961), dos Órdenes de la Bandera Roja del Trabajo (1954, 1967), la Orden de la Placa de Honor (1944), tres medallas de la URSS.